# Jemima von Tautphoeus

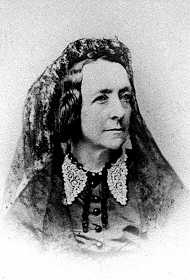
A Lady Of Letters: Jemima von Tautphoeus

Jemima Freifrau von Tautphoeus (geborene Montgomery, * 23. Oktober 1807 in Seaview, County Donegal, Irland; † 12. November 1893 in München) war eine irische Schriftstellerin. Sie verbrachte einen Großteil ihres Lebens in Süddeutschland und schrieb mehrere Romane, die sich mit bayerischem Leben, Sitten und Geschichte befassten.

## Leben
Jemima Montgomery war die Tochter von James Montgomery aus Seaview und seiner Frau Jemima, einer Tochter von James Glasgow aus Aughadenvarn im County Leitrim. Sie war die Nichte von Sir Henry Conyngham Montgomery, 1. Baronet. Die Schriftstellerin Maria Edgeworth war eine Cousine, die sie als eine der interessantesten Personen bezeichnete, die man kennenlernen konnte.
Sie kam in den 1830er Jahren nach Deutschland und heiratete am 29. Januar 1838 Cajetan Josef Friedrich Freiherr von Tautphoeus (1805–1885), Kammerherr des bayerischen Königs. Die weitere Zeit ihres Lebens verbrachte sie hauptsächlich in Bayern, wo sie sowohl in höfischen Kreisen als auch, wie ihre Werke zeigen, im bäuerlichen und bürgerlichen Milieu zu Hause war. Sie war die Autorin mehrerer Romane in englischer Sprache. The Initials (1850), Quits (1857) und At Odds (1863) sind die bekanntesten von ihnen.

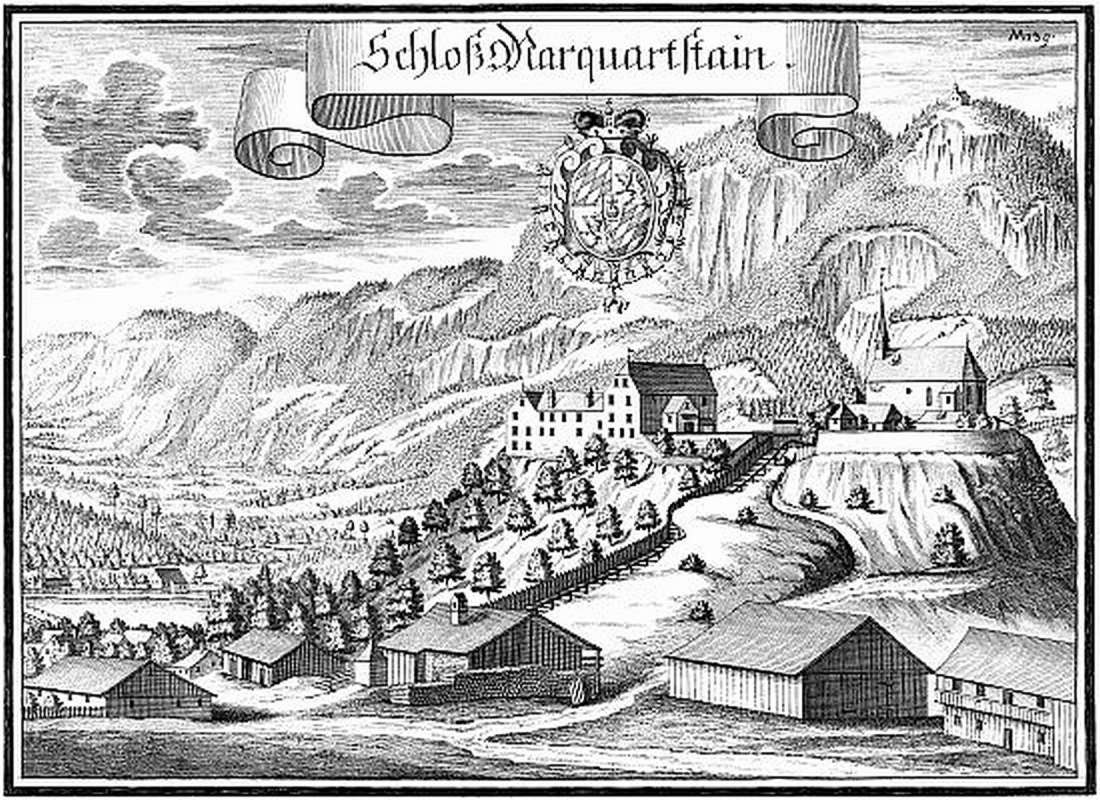
Burg Marquartstein

1857 kauften sie und ihr Mann die zerfallende Burg Marquartstein und ließen sie umfangreich renovieren. Das Ehepaar hielt sich regelmäßig zu längeren Aufenthalten in der Burg im Chiemgau auf. Jemima von Tautphoeus wurde hier nachweislich zu ihren Romanen inspiriert.
Baron von Tautphoeus starb am 14. November 1885, wenige Tage nach seinem einzigen Sohn, Rudolf Edgeworth Josef von Tautphoeus (20. November 1838 – 1. November 1885), der zum bayerischen Gesandten in Rom aufgestiegen war. Jemima von Tautphoeus starb am 12. November 1893.

## Werke (in deutscher Übersetzung)
- Die Anfangsbuchstaben / Aus dem Englischen der Baronesse Tautphoeus von Dr. Carl Büchele. Stuttgart : Franckh'sche Verlagshandlung 1854 Digitalisat beim Hathitrust = ganzer Band bei Google Books
  - Übersetzung von The Initials
- Cyrilla : eine Erzählung / von der Baronin von Tautphoeus ; Aus dem Englischen von Dr. August Diezmann. (»Belletristisches Lese - Cabinet der neuesten und besten Romane aller Nationen in sorgfältigen Uebersetzungen«; 353 & 354) Hartleben's Verlags-Expedition, Pest, Wien & Leipzig 1853
  - Band 1 Digitalisat beim Hathitrust = ganzer Band bei Google Books
  - Band 2 Digitalisat beim Hathitrust = ganzer Band bei Google Books
  - Band 3 Digitalisat beim Hathitrust = ganzer Band bei Google Books

- Uneins, oder, Krieg im Krieg / von der Baronin von Tautphöus. Deutsche Original-Ausgabe. Philadelphia : J.B. Lippincott 1863
  - ohne Nennung eines Übersetzers
  - Deutsche Übersetzung von At Odds